# 伊文斯棄兵
伊文斯棄兵（英語：Evans Gambit）是國際象棋開局瑞高鋼琴的一種，走法為：
1.e4 e5 2.Nf3 Nc6 3.Bc4 Bc5 4.b4
美国十九世纪天才棋手保罗·墨菲执白常用。加里·基莫维奇·卡斯帕罗夫曾经使用對付維斯瓦納坦·阿南德。

## 接受棄兵變著
4.b4 Bxb4 5.c3 Bc5 6.d4 exd4 7.0-0 d6 8.cxd4 Bb6
在第七步的易位是一個陷阱 , 如果黑方走dxc3會演變成8.Bxf7+ Kxf7 9.Qd5+造成黑方的絕對劣勢
4.b4 Bxb4 5.c3 Ba5 6.d4 d6
和上面那一個變著除了黑方主教位置以外沒什麼太大的差別
4.b4 Bxb4 5.c3 Be7 6.d4 Na5 7.Bd3 d6 8.dxe5 dxe5 9.Nxe5 Nf6
黑方賺一兵且出子更快 , 而白方位置更好且線路大致暢通

## 拒絕棄兵變著
4.b4 Be7 5.c3 Nf6
白方多走一步兵的匈牙利開局
4.b4 Bb6 5.a4 a6 6.Nc3 Nf6 7.Nd5 Nxd5 8.exd5 e4 9.dxc6 0-0 10. Bb2 exf3 11. Qxf3 dxc6
在第九步黑方直接exf3 , 白方Qxf3威脅將殺又占住大斜線掩護c6兵 , 黑方十分被動
在第十步如果白方強保騎士 , 會造成或是擋住國王易位 , 或是讓黑方皇后威脅將殺的同時捉死騎士再攻擊城堡 , 白方十分被動
4. b4 d5 5. exd5 Nxb4 6. O-O Nf6 7. Nxe5 Nbxd5
反伊文斯棄兵

## 延伸阅读
- Evans Gambit video and analysis （页面存档备份，存于）
- Overview of Evans Gambit
- Chessbase stats
- Kibitzer article, part one （页面存档备份，存于） (PDF file)
- Opening Report: 1.e4 e5 2.Nf3 Nc6 3.Bc4 Bc5 4.b4 (5174 games) （页面存档备份，存于）
- Opening Report: 1.e4 e5 2.Nf3 Nc6 3.Bc4 Bc5 4.b4 d5 (33 games) （页面存档备份，存于）
- Fischer–Fine 1963 1–0 （页面存档备份，存于）
- "The Evans Gambit" by Edward Winter （页面存档备份，存于）